# 5946 Hrozný
5946 Hrozný è un asteroide della fascia principale. Scoperto nel 1984, presenta un'orbita caratterizzata da un semiasse maggiore pari a 2,3397231 UA e da un'eccentricità di 0,1239501, inclinata di 2,55973° rispetto all'eclittica.